# Annelien Van Wauwe
Annelien Van Wauwe (Hamme, 1987) is een Belgische klarinettiste die in België (Mechelen) woont en internationaal optreedt als soliste.

## Onderwijs
Annelien Van Wauwe begon op achtjarige leeftijd met het spelen van klarinet. Nadat ze in 2005 de middelbare school had afgerond, begon ze op 17-jarige leeftijd haar opleiding tot professioneel klarinettiste aan de Musikhochschule Lübeck met Sabine Meyer. Nadat ze daar was afgestudeerd, vervolgde ze haar opleiding aan het Conservatorium van Parijs voor muziek en dans bij Pascal Moraguès in 2009 en vanaf januari 2010 aan de Accademia Nazionale di Santa Cecilia in Rome bij Alessandro Carbonare en vervolgens in de Hochschule für Musik „Hanns Eisler“ Berlijn met Ralf Forster en Wenzel Fuchs en voltooide een masterclass in Los Angeles met Yehuda Gilad. Op het gebied van historische uitvoeringspraktijk studeerde ze klassieke klarinet bij Eric Hoeprich en Ernst Schlader.
Haar studies werden gefinancierd door een beurs van de Vlaamse Young Talented Musicians (2004–2005), de Chamber Music Foundation Villa Musica, Rijnland-Palts (vanaf 2007), de Oskar en Werner Ritter Foundation (2007–2008), de Ad Infinitum Foundation aan de Universiteit voor de Kunsten (2009–2010), Vocatio Brussels, van de Dortmund Mozart Society evenals een beurs van de Duitse muziekwedstrijd in Bonn.
Tijdens haar opleiding was Van Wauwe klarinettiste in de Junge Belgische Philhamonie, het Jeugd- en Muziekorkest Antwerpen, het Niederländisches Jugendorchester en in oktober 2009 speelde ze in het Orchestre de Paris onder Christoph Eschenbach. Een paar maanden later werd ze de belangrijkste klarinet van het Gustav Mahler Jugendorchester en nam ze deel aan een tournee met Herbert Blomstedt. Toen begon ze haar carrière als soloklarinettiste.

## Concertactiviteit
Van Wauwe verschijnt als solist in grote Europese concertzalen zoals de Kongresshaus Zürich, de BOZAR Brussel, de Konzerthaus Berlin, de Wiener Konzerthaus en in het Concertgebouw in Amsterdam en de Wigmore Hall in London. Ze treedt op met bekende orkesten, waaronder het Radio-Sinfonieorchester Stuttgart des SWR, het Symphonieorchester des Bayerischen Rundfunks, het Münchener Kammerorchester, het BBC Philharmonic, het Royal Liverpool Philharmonic Orchestra en het Brussels Philharmonic. In 2018 speelde ze op een modern bassetklarinet Mozart klarinetconcert met het BBC Scottish Symphony Orchestra onder Thomas Dausgaard tijdens een live uitzending op radio en televisie wereldwijd BBC Proms in Royal Albert Hall, Londen. Begin 2019 had ze twee optredens in Johannesburg en Pretoria.
Van Wauwe verschijnt regelmatig op internationale festivals, waaronder het Lucerne Festival, het Schleswig-Holstein Musik Festival, de Kissinger Sommer, de Festspiele Mecklenburg-Vorpommern en de Festival Radio France Occitanie Montpellier. Ze is ook actief op het gebied van kamermuziek en was in 2018 een van de oprichters van het Brussels kamermuziekensemble Carousel.
Van Wauwe is geïnteresseerd in zowel klassieke als hedendaagse muziek. In 2017 droeg Manfred Trojahn zijn ‘Sonata V’ op aan haar, die ze in première bracht in Zürich en opnam voor BBC Radio 3. Daarnaast beoefent zij intensief yoga, en gebruikt de positieve invloeden van yoga in haar klarinetspel en in haar dagelijks leven. Dit resulteerde in een compositie in opdracht van Wim Henderickx, die 'Sutra' voor haar componeerde: een klarinetconcert op basis van ademhaling en meditatie.

## Prijzen en benoemingen
- 2004: Winnaar van de internationale Marco Fiorindo-wedstrijd in Turijn[14]
- 2005: Winnaar van de Axion Classics Dexia-competitie in Brussel
- 2007: Winnaar van de internationale muziekwedstrijd voor jongeren in Oldenburg,[15] waar ze ook een speciale prijs ontving
- 2009: Winnaar (3e prijs) van de Internationale Klarinetwedstrijd aan de Universiteit van Muziek in Freiburg[16]
- 2012: Winnaar van de zesde editie van de Internationale Audi Mozart-wedstrijd in Rovereto
- 2012: Winnaar van de Internationale Klarinetwedstrijd in Lissabon[17]
- 2012: tweede prijs op ARD International Music Competition in München toen de eerste[18]
- 2012: Winnaar van de Yamaha-competitie voor blaasinstrumenten in Berlijn
- 2015: Klara Award jonge belofte[19]
- 2015: Benoemd "Artist in residence" in het BBC New Generation Artist Program[20]
- 2018: Prijs van de Borletti-Buitoni Foundation[21][22]
- 2018: Benoemd tot docent voor historische en moderne klarinet aan het Koninklijk Conservatorium van Antwerpen (onderdeel van de Artesis Hogeschool Antwerpen)
- 2020: Opus Klassik - Prijs als jonge artiest (klarinet) in Berlijn[23]

De ARD-wedstrijdprijs 2012 was bepalend voor haar internationale carrière, die vanaf 2014 werd toegekend door de Fondation d'entreprise Banque Populaire, Parijs.

## Beeld- en geluidsopnamen
De artiest wordt vertegenwoordigd met beeld- en geluidsopnamen op YouTube, takt1 en vimeo, met geluidsopnamen ook op Spotify en Deezer. Sommige van deze opnames zijn te zien en te horen op hun website. Ze nam de volgende cd's op in 2015 en 2019:
- Klarinet sonates van Mieczyslaw Weinberg en Sergei Prokofiev
- Belle époque, werken van Claude Debussy, Manfred Trojahn, Gabriel Pierné, Johannes Brahms en Charles-Marie Widor